# Pseudagapostemon pissisi
Pseudagapostemon pissisi är en biart som först beskrevs av Joseph Vachal 1903.  Pseudagapostemon pissisi ingår i släktet Pseudagapostemon och familjen vägbin. Inga underarter finns listade i Catalogue of Life.